# Darkspace
I Darkspace sono una band di ambient black metal svizzera di Berna.
I loro temi lirici ruotano attorno allo spazio, all'oscurità e al misticismo cosmico, e la loro musica presenta sporadici campioni isolati di film a tema spaziale come 2001: Odissea nello spazio, Punto di non ritorno e Alien.
La band è solita non dare un titolo alle proprie opere; tutte le loro canzoni portano il nome di "Dark" e sono differenziate solo da due numeri aggiuntivi, rispettivamente il numero dell'album e il numero complessivo del brano, separati da un punto decimale. Inoltre, tutti i loro album sono intitolati Dark Space, differenziati solo da un numero romano che indica l'ordine di uscita; per esempio, "Dark 1.6" è la sesta canzone complessiva del loro album di debutto, Dark Space I. Controintuitivamente, il loro quarto album non è intitolato Dark Space IV, ma Dark Space III I.
Le copertine degli album della band seguono uno schema coerente in quanto le loro uniche caratteristiche sono il logo della band in alto al centro, un rettangolo in basso a destra (che varia in dimensioni, forma e posizione) contenente immagini in scala di grigi vaghe ed eteree che differiscono per ogni uscita e uno sfondo nero.

## Storia del gruppo
I Darkspace sono un trio svizzero fondato nel 1999 dai musicisti Wroth (Paysage d'Hiver), Zorgh (Apokryphon) e Zhaaral (Sun of the Blind). Wroth, pseudonimo di Tobias Möckl, è l'unico membro di cui si conosca l'identità. Dopo aver pubblicato in modo indipendente la demo Dark Space I nel 2002, hanno pubblicato nel 2003 il loro album di debutto Dark Space I sotto la Haunter of the Dark in un'edizione limitata di 500 copie in versione Digipak, poi rimasterizzato e ripubblicato nel 2006 dalla Avantgarde Music.
Nel 2005 hanno pubblicato Dark Space II. Pubblicati originariamente nel 2003 e nel 2005 rispettivamente dalla Haunter of the Dark, Darkspace I e II sono ora di proprietà di Avantgarde Music e sono stati ristampati in pacchetti minimalisti avvolti da carta.
I Darkspace hanno pubblicato il loro terzo album Dark Space III il 30 maggio 2008.
Il 12 febbraio 2011, i Darkspace hanno annunciato che avrebbero pubblicato un nuovo EP intitolato Minus One, comprendente una ri-registrazione e missaggio del loro demo del 2002 Dark Space I. Questo è stato pubblicato in vinile e CD apribile in rilievo nel 2012, rispettivamente il 6 e il 12 giugno.
Hanno quindi annunciato l'uscita di un quarto album rivelando che l'album sarebbe uscito nel settembre del 2014. L'8 agosto il titolo dell'album, la copertina e la data di uscita sono stati confermati dall'etichetta discografica della band. Dark Space III I è uscito il 6 settembre.
Zorgh ha lasciato la band nel 2019.

## Formazione
Attuale
- Wroth - voce solista, chitarra ritmica (dal 1999)
- Zhaaral - chitarra solista, cori (dal 1999)

Membri passati
- Zorgh - basso, cori (1999-2019)

## Discografia
Album in studio
- Dark Space I (2003)
- Dark Space II (2005)[4][5]
- Dark Space III (2008)
- Dark Space III I (2014)[6]

Demo
- Dark Space -I (2002, 2012)